# Лейпциг
Ле́йпциг (нем. Leipzig, МФА (нем.): МФА: [ˈlaɪptsɪç]о файле, лат. Lipsia, в.-луж. Lipsk) — город в Германии, расположенный на западе федеральной земли Саксония.
По численности населения (около 632 000 чел.) Лейпциг является крупнейшим городом Саксонии и седьмым — в Германии, а также одним из наиболее быстрорастущих крупных городов страны. Известный своим университетом и ярмарками, Лейпциг представляет собой экономический, культурный, научный и транспортный центр Средней Германии. Совместно с расположенным в 32 км западнее Галле в земле Саксония-Анхальт Лейпциг образует городскую агломерацию с численностью населения порядка 1,1 млн человек, и является одним из экономически наиболее развитых регионов Восточной Германии.
После получения городских и торговых привилегий в 1165 году Лейпциг уже во время немецкого расселения на восток приобрёл статус важного центра торговли в первую очередь благодаря торговле пушниной, угасшей после Второй мировой войны. Кроме того, с периода Позднего Средневековья, особенно с момента основания Лейпцигского университета, город был центром немецкого книгопечатания и книготорговли, сохраняя этот статус вплоть до конца 1940-х годов. Многолетняя деятельность Баха и Мендельсона представляют продолжающуюся до наших дней богатую музыкальную традицию Лейпцига, воплощением которой в наше время служат хор Святого Фомы и Гевандхаус.

## История
Согласно археологическим данным, Лейпциг был основан около 900 года как славянское (сербо-лужицкое) поселение, располагавшееся по обоим берегам реки Парте. В начале X века Лейпцигская низменность была завоёвана франками, и на севере будущего города было выстроено небольшое укрепление, законченное, вероятно, около 930 года. Первое письменное упоминание о нём под именем лат. urbs Libzi встречается в хронике Титмара Мерзебургского, и датируется 1015 годом (Chronikon VII, 25): согласно этой записи здесь скончался епископ Майсена Эйдо I (нем. Eido I, 955—1015) на пути из Польши.
В 1165 году поселение — благодаря майсенскому маркграфу Оттону II — обрело городские права и рыночные привилегии. Примерно в это время были возведены городская церковь св. Николая и монастырская церковь св. Фомы, являющиеся архитектурными доминантами центра города и сегодня.
Лейпциг, находившийся на пересечении важных в Средние века торговых путей Via Regia (Сантьяго-де-Компостела — Париж — Франкфурт — Лейпциг — Краков) и Via Imperii (Штеттин — Нюрнберг — Рим), постепенно стал крупным центром торговли. Лейпцигская торговая ярмарка, в 1497 году получившая защитный статус имперской, явилась одной из первых в своём роде, и имела большое значение не только для экономических отношений Германии с Восточной Европой, но в первую очередь для развития самого города.
В 1439 году Лейпциг, как часть Майсенского маркграфства, вошёл в состав курфюршества Саксония, и с 1485 года — по итогам так называемого Лейпцигского раздела — находился под властью саксонских герцогов, избравших своей столицей до того малозначимый Дрезден.
Тяжёлым ударом для города стала Тридцатилетняя война, не только приведшая к значительным разрушениям (в период между 1631 и 1642 годами Лейпциг был осаждаем целых пять раз), но и уменьшившая население города на треть: с 18 до 12 тысяч человек. Кроме того, Лейпциг стал свидетелем двух крупных сражений этой войны: Брайтенфельдского 17 сентября 1631 года и Лютценского 16 ноября 1632 года, причём в последнем на поле боя пал шведский король Густав II Адольф.
В Семилетней войне, в период между 1756 и 1763 годами, город был занят прусскими войсками. Как следствие, в последующие годы были разобраны показавшие свою неэффективность старые городские укрепления, на месте которых стали высаживать деревья, что с 1784 года — по инициативе тогдашнего бургомистра Карла Вильгельма Мюллера — вылилось в обустройство опоясывающего внутренний город широкого променада с его в целом сохранившимися до наших дней регулярными зелёными насаждениями.
В октябре 1813 года Лейпциг и его окрестности стали ареной ожесточённого многодневного сражения, вошедшего в историю, как Битва народов, и ставшего крупнейшим вооружённым противостоянием не только эпохи Наполеоновских войн, но и всего XIX века. В том же году в Лейпциге родился Рихард Вагнер.
Под влиянием идей Фридриха Листа и усилиями частной Лейпцигско-Дрезденской железнодорожной компании в 1839 году было открыто сквозное железнодорожное сообщение с Дрезденом (сообщение до Альтена (в настоящее время — район Лейпцига) было открыто уже 24 апреля 1837 года); этот участок пути стал первым железнодорожным маршрутом дальнего следования в Германии. Благодаря этому Лейпциг быстро стал важнейшим транспортным центром Средней Германии, и во второй половине XIX столетия насчитывал уже шесть вокзалов.
Стремительное развитие и расширение города преобразило внешний облик города: на рубеже XIX и XX веков были возведены значимые монументальные общественные здания Имперского суда, университетской библиотеки, Новой ратуши, Консерватории, нового Гевандхауза, Городского торгового двора, Главного вокзала, Нового театра, Главной почты и университета на площади Августа и т. д. В 1912 году в городе была основана Немецкая библиотека (нем. Deutsche Bücherei), в настоящее время являющаяся важнейшей частью Немецкой национальной библиотеки.
В ходе Ноябрьской революции 1918 года, приведшей к свержению монархии, в Лейпциге установилось двоевластие, вызванное формированием городского Совета рабочих и солдат под руководством Независимой социал-демократической партии. Конфликт достиг своей острой фазы весной 1919 года с началом всеобщей забастовки и с убийством 12 апреля в Дрездене саксонского военного министра Густава Нойринга (нем. Gustav Neuring), что привело к введению чрезвычайного положения в Саксонии и имперской экзекуции. 10 мая в Лейпциг вошла 16 бригада рейхсвера под командой Георга Меркера, которая после непродолжительных столкновений вернула город под контроль центрального правительства. Капповский путч принёс в Лейпциг настоящие уличные бои и разрушение профсоюзного «Народного дома» (нем. Volkshaus) в Южном предместье, где националистически настроенные солдаты предполагали штаб-квартиру спартакистов.
В сентябре-декабре 1933 года Имперский суд рассматривал организованное нацистскими властями судебное дело о поджоге Рейхстага. В годы Второй мировой войны Лейпциг был одним из важнейших центров военного производства, и в декабре 1943 года подвергся массированной авиабомбардировке союзной авиации, разрушившей около 60 % исторического центра города. В пределах города располагались филиалы концлагеря Бухенвальд: концлагерь «Текла / Абтнаундорф» и концлагерь «Лейпциг».
В составе ГДР Лейпциг был вторым по числу населения городом и — благодаря ежегодной торгово-промышленной выставке, а также традиционной книготорговой промышленности — служил своего рода визитной карточкой республики, сохранив, несмотря на изоляционистскую политику, ряд важных международных контактов. С другой стороны, с 1970-х годов историческая застройка города была оставлена на произвол судьбы и, по мере ветхости, стала активно заменяться типичными панельными кварталами. В 1980-е годы, на фоне всё более сильно ощущаемого политического застоя и массивных экологических проблем, Лейпциг превратился в один из центров диссидентского движения, причём основную роль здесь сыграли церковные кружки, остававшиеся одним из немногих мест относительно свободного словоизъявления. Особую известность, начиная с 1982 года, приобрели понедельничные встречи и молитвы за мир в церкви св. Николая.
В 1989 году недовольство правительством СЕПГ приобрело открытую форму, вылившись, начиная с сентября, в «понедельничные демонстрации», и обострившись в октябре того же года после празднования 40-летия республики. В ноябре 1989 года политические демонстрации в Лейпциге собирали порядка 400 000 человек. В качестве признания Лейпциг называют «городом Мирной революции»; кроме того, здесь, наряду с Берлином, запланирован национальный памятник Мирной революции.
После объединения Германии — в связи с ликвидацией промышленных предприятий в ходе приватизации и продолжающимся оттоком населения в западные федеральные земли — Лейпциг пережил тяжёлую фазу социально-экономической стагнации, и лишь в начале 2000-х годов начался небольшой экономический рост, ознаменовавшийся, в том числе, основанием автопроизводств Porsche и BMW.
В 2003 году Лейпциг претендовал на проведение летних Олимпийских игр 2012 года.

## Этимология
Под 1165 годом встречается транскрипция Lipz, под 1190-м — тж. Lipz, под 1196-м — Lipzk, под 1216-м — Lipzc, под 1240-м — Lipzik, под 1292-м — Lipzic, под 1350-м — Lipzcik. По мнению ряда лингвистов, данный топоним происходит от названия дерева липа — таким образом, Лейпциг можно считать своего рода тёзкой российского Липецка.
Иные способы транскрипции, зафиксированные в источниках, позволяют реконструировать славянское название этой немецкой крепости иначе — как *Libьcь. Оно, в свою очередь, могло быть заимствовано пришедшими славянами из германского *Lībja «многоводное место».

## Физико-географическая характеристика

### Географическое положение

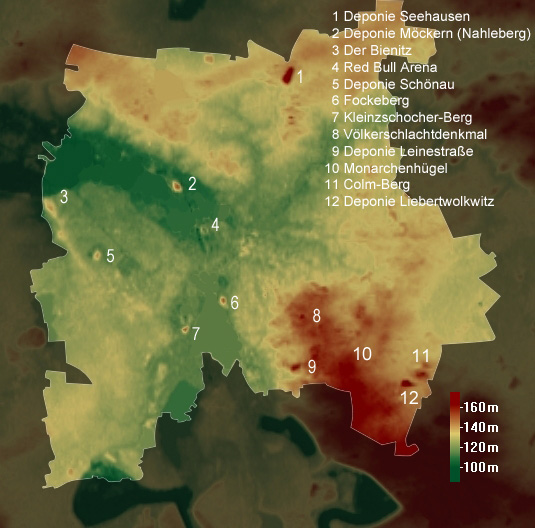
Топографическая карта Лейпцига с указанием высот

Лейпциг расположен в центре Лейпцигской низменности (нем. Leipziger Tieflandbucht), образующей южную часть Северо-Германской низменности, при слиянии рек Вайсе-Эльстер, Плайсе и Парте, которые, имея на территории города множество разветвлённых проток, формируют здесь своего рода внутреннюю дельту с характерным обширным заливным лесом, рассекающим город с севера на юг. При этом в настоящее время окрестности города относительно бедны лесом, но благодаря лёссовым отложениям активно используются в сельском хозяйстве.
Начиная с XX века к югу от города ведётся открытая разработка месторождений бурого угля (Среднегерманский угольный бассейн); после исчерпания запасов в рамках проекта рекультивации часть карьеров была затоплена, образовав систему так называемых Новых лейпцигских озёр (нем. Leipziger Neuseenland), использующихся как место массового отдыха и купания горожан.

### Климат
Лейпциг находится в умеренном климатическом поясе, в зоне влажного умеренно континентального климата. Влияние океана велико, благодаря чему зимние температуры значительно выше, чем на аналогичных широтах в России. Лето тёплое и влажное, зимы прохладные и переменчивые. Средняя температура зимой от −5 до +7 °C, а летом от +13 до +23 °C. Погода очень неустойчивая, зимой вполне часто бывает, что один день +10 °C и дождь, а на следующий день — довольно сильный мороз (ниже −10 °C), что приводит к проблемам на дорогах и нарушению инфраструктуры города. Из-за изменчивого и капризного климата, характерного для Центральной Европы, почти никогда доподлинно не известно, какую погоду следует ожидать.
| Показатель                    | Янв.  | Фев.  | Март  | Апр. | Май  | Июнь | Июль | Авг. | Сен. | Окт. | Нояб. | Дек.  | Год   |
| ----------------------------- | ----- | ----- | ----- | ---- | ---- | ---- | ---- | ---- | ---- | ---- | ----- | ----- | ----- |
| Абсолютный максимум, °C       | 15,9  | 18,9  | 24,7  | 31,1 | 33,4 | 35,0 | 37,9 | 37,2 | 34,5 | 28,6 | 21,6  | 16,9  | 37,9  |
| Средний суточный максимум, °C | 3,2   | 4,3   | 8,8   | 14,0 | 19,1 | 21,8 | 24,6 | 24,2 | 19,4 | 14,1 | 7,7   | 3,7   | 13,7  |
| Средняя температура, °C       | 0,5   | 1,2   | 4,7   | 8,9  | 13,8 | 16,5 | 19,0 | 18,6 | 14,4 | 9,8  | 4,7   | 1,3   | 9,5   |
| Средний суточный минимум, °C  | −2,1  | −1,9  | 1,2   | 4,2  | 8,6  | 11,6 | 13,9 | 13,7 | 10,3 | 6,3  | 2,2   | −1,1  | 5,6   |
| Абсолютный минимум, °C        | −27,6 | −27,1 | −16,6 | −6,5 | −2,6 | 1,1  | 5,7  | 5,5  | 0,5  | −7   | −14   | −22,5 | −27,6 |
| Норма осадков, мм             | 32    | 26    | 39    | 40   | 47   | 55   | 69   | 63   | 50   | 31   | 43    | 40    | 534   |
| Источник: Погода и Климат     |       |       |       |      |      |      |      |      |      |      |       |       |       |

## Административное деление

Административные округа Лейпцига

С 1992 года Лейпциг административно подразделяется на десять городских округов (нем. Stadtbezirk), охватывающих 63 исторических района — некогда самостоятельные предместья и деревни, включённые в состав города в XIX—XX веках.
Административные округа Лейпцига:
- Центральный (нем. Mitte),
- Северный (нем. Nord),
- Северо-восточный (нем. Nordost),
- Восточный (нем. Ost),
- Юго-восточный (нем. Südost),
- Южный (нем. Süd),
- Юго-западный (нем. Südwest),
- Западный (нем. West),
- Старо-западный (нем. Alt-West),
- Северо-западный (нем. Nordwest).

## Население
Как и в большинстве европейских городов, население Лейпцига в Средневековье и в раннем Новом времени росло исключительно медленно, что было обусловлено частыми военными конфликтами, эпидемиями и голодом. Численность населения города стала стремительно увеличиваться лишь с началом индустриализации в XIX веке: если около 1800 года в Лейпциге жило всего порядка 32 000 человек, причём, в основном, в пределах бывших средневековых стен, то к 1870 году разросшийся город насчитывал уже более 100 000 жителей. К 1930 году население Лейпцига достигло своего максимума, и составляло 718 200 человек. К концу Второй мировой войны Лейпциг насчитывал, однако, лишь около 580 000 жителей. Их число, выросшее к 1950 году до 617 000 человек, в последующие десятилетия неуклонно снижалось, достигнув в 1990 году отметки в 530 000 человек, и в 1998 году своего низшего пункта в новейшей истории — 437 000 человек. После увеличения территории Лейпцига в 1999—2000 годах почти в два раза динамику населения удалось стабилизировать, и с середины 2000-х годов рост населения Лейпцига возобновился, хотя изначало и медленными темпами. В 2015 году, согласно данным городского ЗАГСа, население Лейпцига увеличилось на 15 975 человек, что является общегерманским рекордом среди крупных городов (в 2014 году прирост составил около 13 000 человек). Положительная динамика роста при этом обусловлена не только притоком, в первую очередь, относительно молодых людей из других регионов и городов страны, но и из-за пределов Германии и Европы, а также — с 2013 года — благодаря превышению рождаемости над смертностью (впервые с 1965 года).
По официальной (консервативной) оценке Статистического ведомства Саксонии на 31 декабря 2018 года численность населения Лейпцига составляла 587 857 человек. При этом по данным на 31 декабря 2011 года (с учётом итогов переписи 2011) —  лишь 510 043 жителей (причём ранее на ту же дату оценивалась в 531 809 жителей). Согласно постоянно обновляемому регистру городского ЗАГСа на конец 2019 года население Лейпцига составило 601 668 человек (с правом основного места жительства; учитывая имеющих право вторичного места жительства — 606 959).
На конец 2017 года 13,4 % населения Лейпцига составляли иностранцы, что является одним из самых больших показателей в Восточной Германии. Большую часть из них составляли выходцы из Российской Федерации (около 8 000 человек), Сирии (около 5 000 человек), Польши (около 4 000 человек), Украины (чуть больше 3 000 человек), Вьетнама и Казахстана.

## Религия

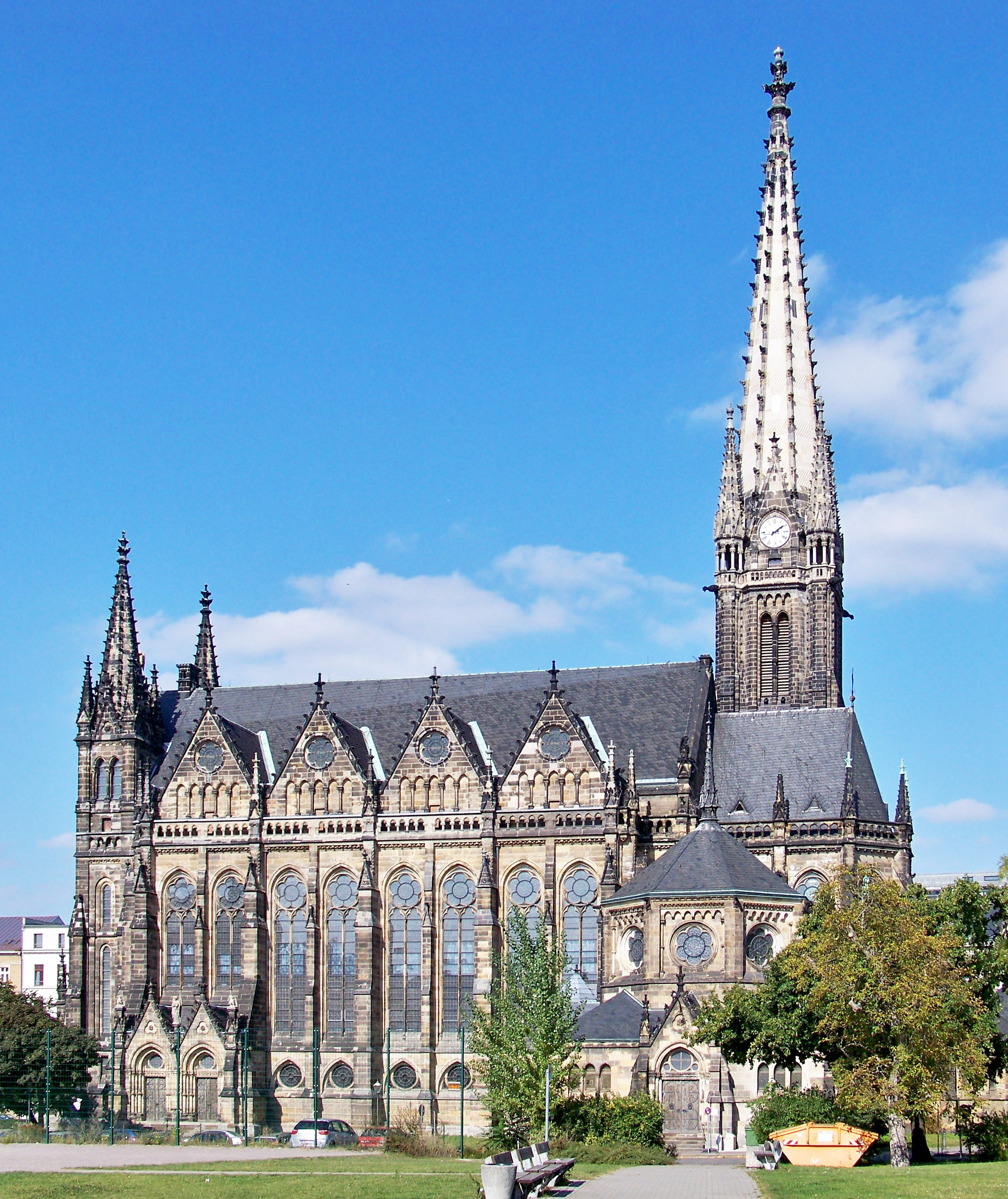
Церковь св. Петра — самое высокое церковное здание города

В настоящее время подавляющая часть населения Лейпцига (по данным на 2015 год — более 83 %) не причисляет себя к какой-либо определённой религии.
В Средние века и вплоть до Реформации Лейпциг относился к епископству Мерзебург. В городе существовало четыре монастыря, основанных в XIII веке: доминиканский монастырь св. Павла, августинский монастырь св. Фомы, францисканский монастырь св. Духа и цистерцианский (позднее — бенедиктинский) монастырь св. Георгия.
Первые протестантские проповеди были проведены в Лейпциге уже в 1522 году, однако — поскольку город входил в состав альбертинского герцогства, официально Реформация была введена лишь в мае 1539 года, после смерти строго католического Георга Бородатого. В настоящее время с административной точки зрения все лютеранские общины города подчиняются земельной церкви Саксонии, либо Независимой евангелической церкви. По данным на 2015 год, к евангелическо-лютеранской церкви себя причисляли около 65 000 человек (11 % городского населения).
Католические церковные службы были вновь разрешены с 1697 года в связи с переходом Августа Сильного в католическую веру. С возобновлением Мейсенского епископства в 1921 году Лейпциг представляет собой административный центр соответствующего деканата. В настоящее время главной католической церковью города является освящённая в 2015 году церковь св. Троицы. Католическая церковь в Лейпциге насчитывает порядка 25 000 человек (около 4 % населения).
С 1700 года в городе существует также активная евангелическо-реформатская община, образовавшаяся после прихода в Лейпциг гугенотов. Её главным храмом служит Реформатская церковь на Ринг-штрассе постройки 1900 года.
К прочим представленным в городе христианским деноминациям относятся общины различных православных церквей (с примерно 1700 года), а также англикане, старокатолики, баптисты, методисты, меннониты, адвентисты Седьмого дня и т. д.
Первое письменное свидетельство иудейской религиозной жизни в Лейпциге датируется 1248 годом; еврейская община существовала здесь однако лишь до 1441 года. В последующие столетия евреям в качестве торговцев пушниной было позволено посещать город лишь во времена проведения торговых ярмарок. В середине XIX века религиозная еврейская община была основана заново; в 1855 году была выстроена так называемая Большая синагога (разрушена в 1938 году). К 1929 году община насчитывала более 14 000 человек, и была тем самым крупнейшей в Саксонии и одной из самых больших в Германии. Систематическое уничтожение еврейской жизни началось в Лейпциге сразу после прихода к власти национал-социалистов, и было настолько «успешным», что к концу Второй мировой войны в городе насчитывалось 24 выживших члена общины. Лишь в 1980—1990 годах в ходе массовой еврейской эмиграции из стран бывшего СССР еврейская община города смогла пополнить свои ряды, и насчитывает сегодня более 1000 человек. Из некогда 17 синагог в настоящее время активной остаётся лишь одна.
Самой молодой религиозной общиной города является мусульманская, насчитывающая около 20 000 человек.

## Экономика
В 2016 году валовой внутренний продукт (ВВП) Лейпцига составил 19,872 миллиарда евро, что поставило его на 17-е место в рейтинге городов Германии по экономическим показателям. Доля экономической продукции земли Саксонии составила 16,8 процента. ВВП на душу населения в том же году составил 35 123 евро (Саксония: 28 947 евро, Германия: 38 180 евро). В 2016 году в городе работало около 328 700 человек. Уровень безработицы в декабре 2018 года составил 6,1 процента, что немного выше среднего показателя по Саксонии (5,6 процента).
В настоящее время в Лейпцигской торгово-промышленной палате зарегистрировано более 38 000 компаний и более 5100 ремесленных предприятий (по состоянию на 2011 год).

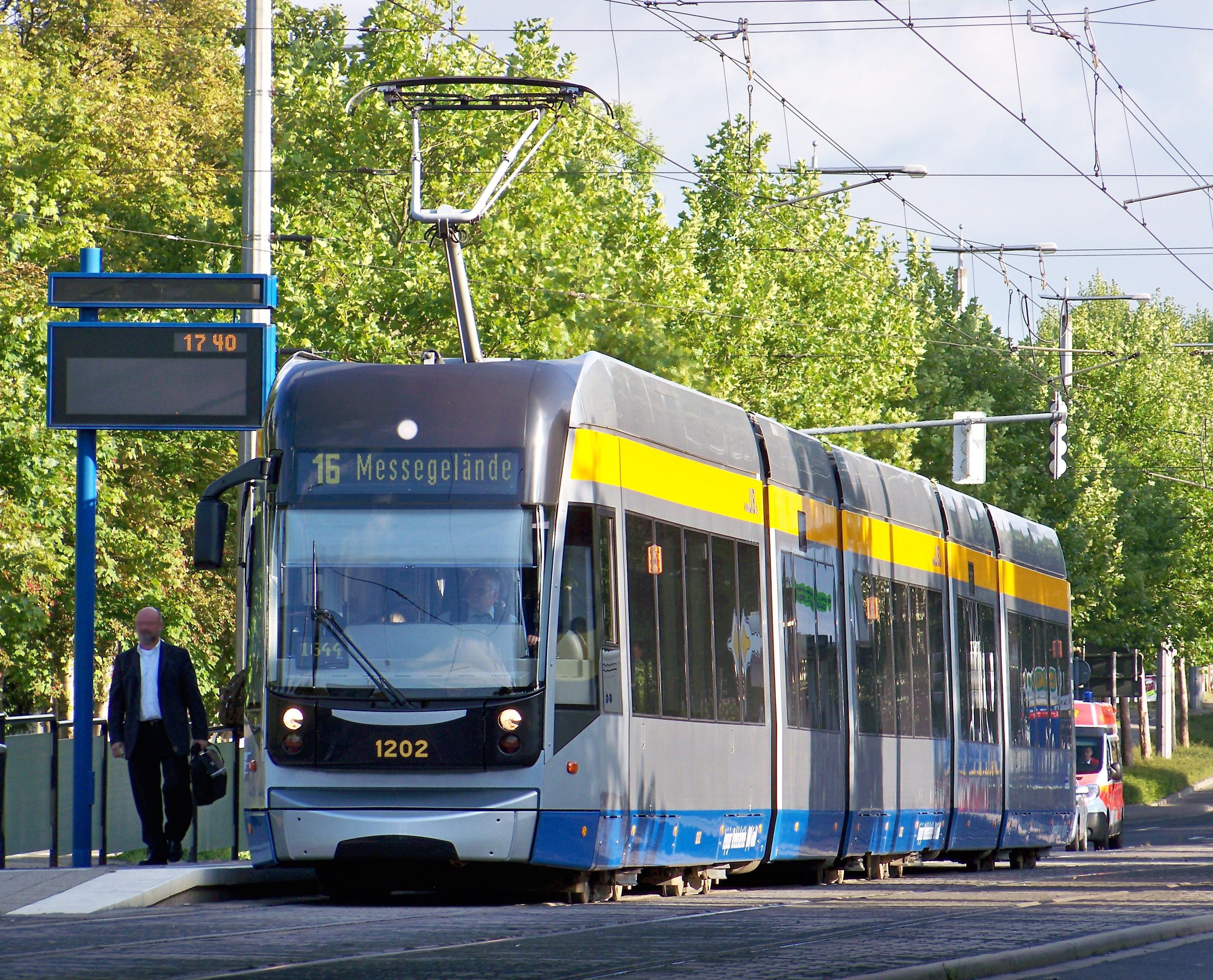
Лейпцигский трамвай

В городе расположен завод компании BMW по выпуску электромобилей и аккумуляторных батарей к ним.
Другие компании, которые представлены в Лейпциге:
- Amazon
- Blüthner, производство фортепиано
- Comparex
- Porsche
- Siemens
- EMAG Leipzig Maschinenfabrik GmbH
- DHL, для аэропорта Лейпциг/Галле
- Microsoft, дешёвые боксы

### Транспорт
Главными видами городского транспорта, наряду с трамваем, являются автобус и городская электричка (S-Bahn), при этом последняя также обслуживает Галле и ряд других прилегающих городов, и в центре Лейпцига имеет подобный метро подземный участок со станциями — Сити-туннель — между Главным и Баварским вокзалами.
Центральный железнодорожный вокзал Лейпцига играет не только исключительно важную роль транспортно-пересадочного узла всей Средней Германии, но и по площади помещений считается одним из крупнейших железнодорожных вокзалов Европы.
Воздушное сообщение обеспечивают международный аэропорт Лейпциг/Галле (второй по величине грузовой авиахаб Германии) и региональный аэропорт Лейпциг-Альтенбург в Тюрингии.

## Достопримечательности
- Церковь Святого Фомы (нем. Thomaskirche) XIV века в готическом стиле известна основанным в 1212 году хором мальчиков (нем. Thomanerchor), которым в течение 27 лет руководил Иоганн Себастьян Бах. На площади перед церковью (нем. Thomaskirchhof) находится памятник Баху и посвящённый его творчеству музей.
- Гевандхаус (нем. Gewandhaus) — городская филармония, домашняя сцена одноимённого оркестра (нем. Gewandhausorchester).
- Старая ратуша (нем. Altes Rathaus) 1556—1567 годов постройки в стиле ренессанс, расположенная на Рыночной площади, приспособлена под музей истории города. Фасад здания не следует принятой в то время осевой симметрии, а выполнен по правилу золотого сечения: башня ратуши смещена в сторону относительно центральной оси фасада.
- Старая биржа (нем. Alte Börse) в стиле барокко, служившая в XVIII веке местом собраний городского купечества.
- Новая ратуша (нем. Neues Rathaus) — здание городского правительства.
- Церковь Святого Николая (нем. Nikolaikirche) XII века — старейшая церковь города. Место собрания понедельничных демонстраций.
- Бывшее здание Имперского суда (нем. Reichsgerichtsgebäude), выстроенное в 1887—1895 годы по проекту Людвига Хофмана и Петера Дюбвада. В настоящее время здесь располагается Федеральный административный суд.
- Памятник битве народов (нем. Völkerschlachtdenkmal) — крупнейший памятник в Европе, построенный в 1898—1913 годы в память о сражении за Лейпциг в октябре 1813 года.
- Мемориальная русская церковь (нем. Russische Gedächtniskirche) в память о 22 000 русских солдат, павших в Битве народов.
- Погреб Ауэрбаха (нем. Auerbachs Keller) — знаменитый благодаря «Фаусту» Гёте ресторан, расположенный в Пассаже Медлера.
- Кафе и музей «Цум арабишен кофе баум» (нем. Zum arabischen Coffe Baum) — одна из старейших кофеен Европы.
- Лейпцигский зоопарк (нем. Leipziger Zoo), по оснащению один из современных в Европе, и обладающий одной из лучших на континенте коллекций; известен своей традицией разведения диких животных в неволе.
- Голисский дворец (нем. Gohliser Schlösschen) — единственная сохранившаяся в Лейпциге резиденция эпохи барокко.
- Дом-музей Шиллера (нем. Schillerhaus) — литературный музей; старейший сохранившийся крестьянский дом в Лейпциге.
- Старые весы (нем. Alte Waage).

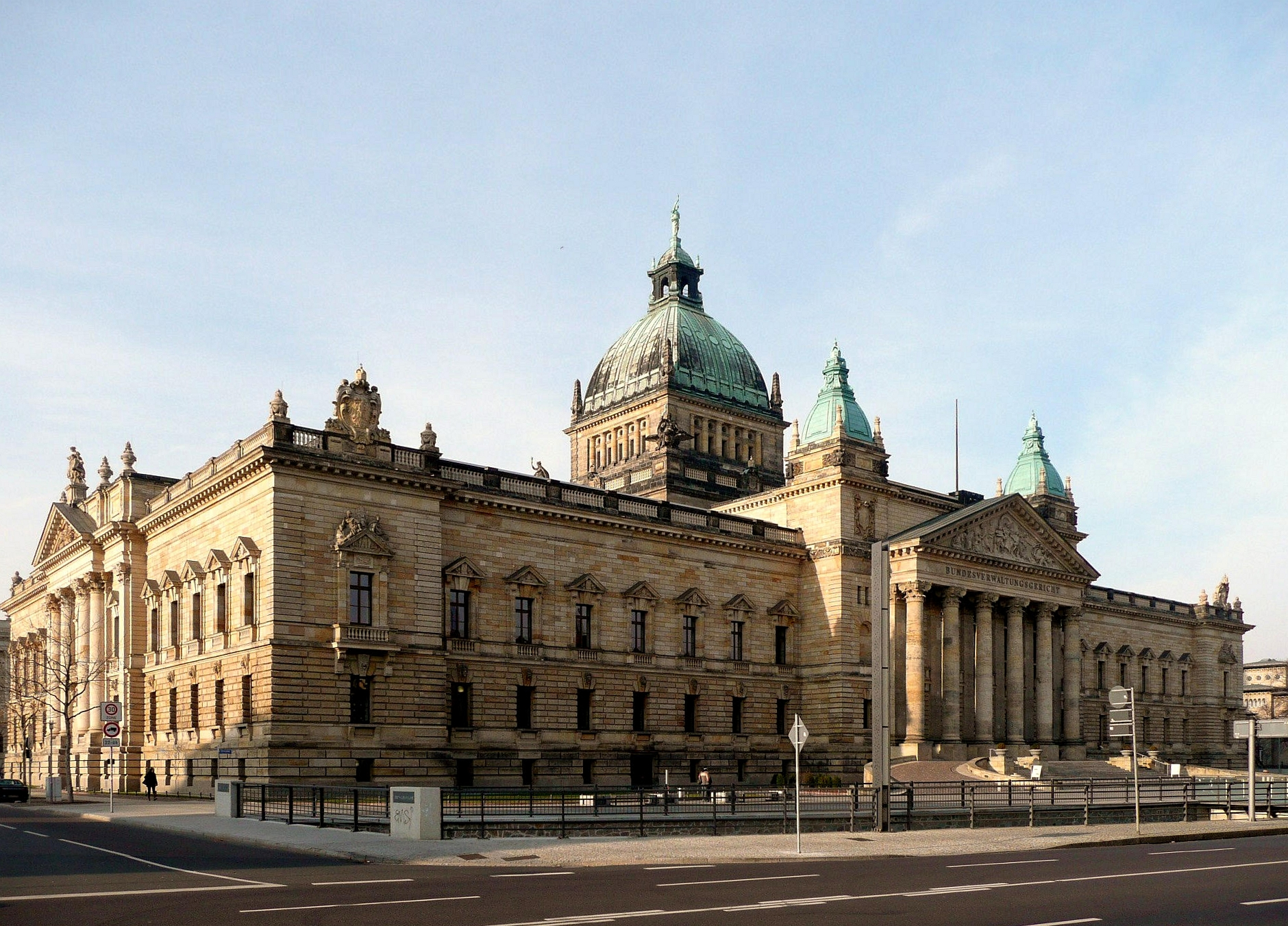
Федеральный административный суд Германии
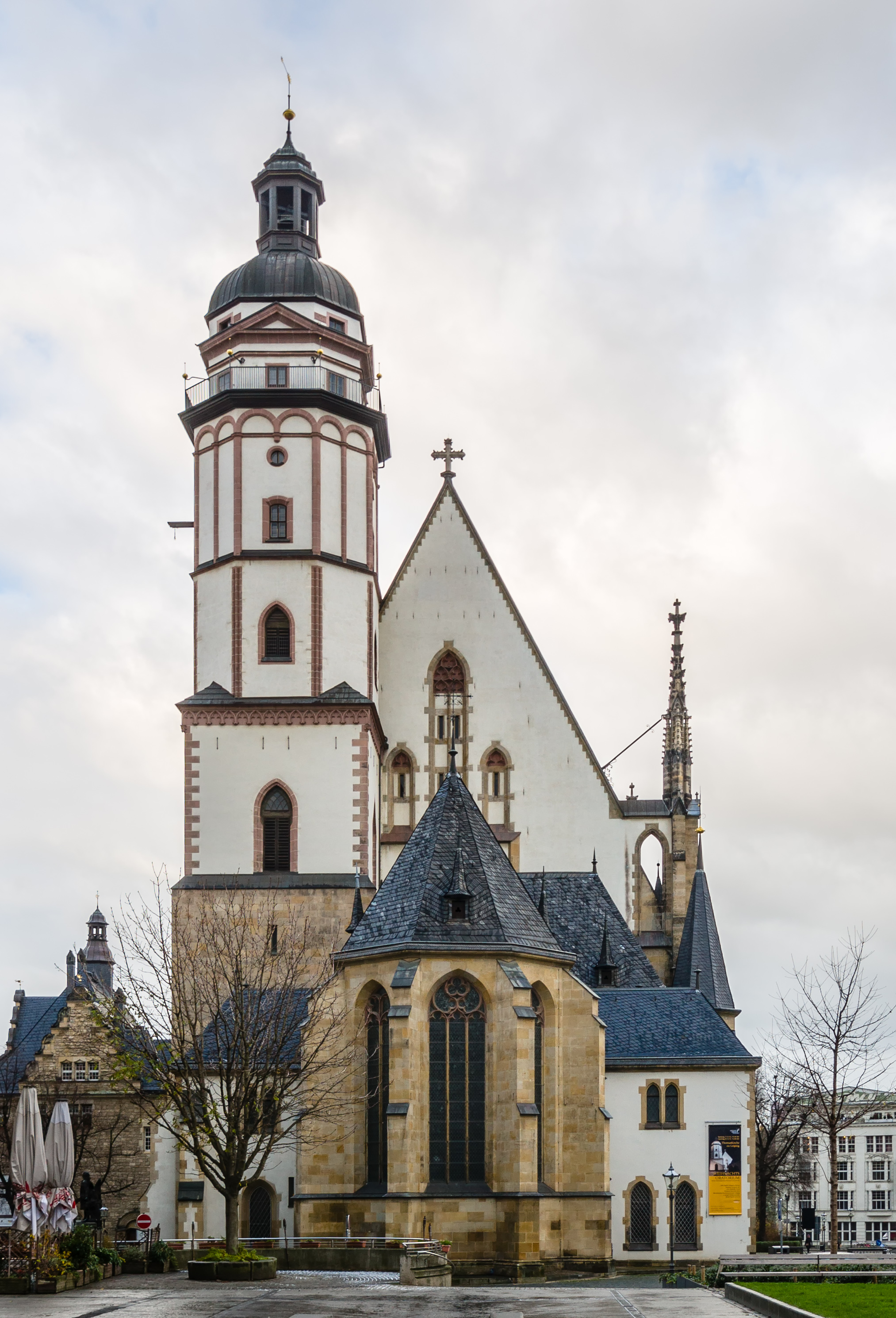
Церковь св. Фомы
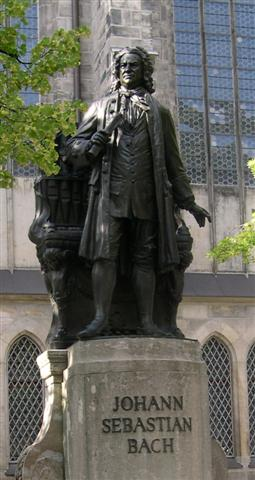
Памятник И. С. Баху у церкви св. Фомы
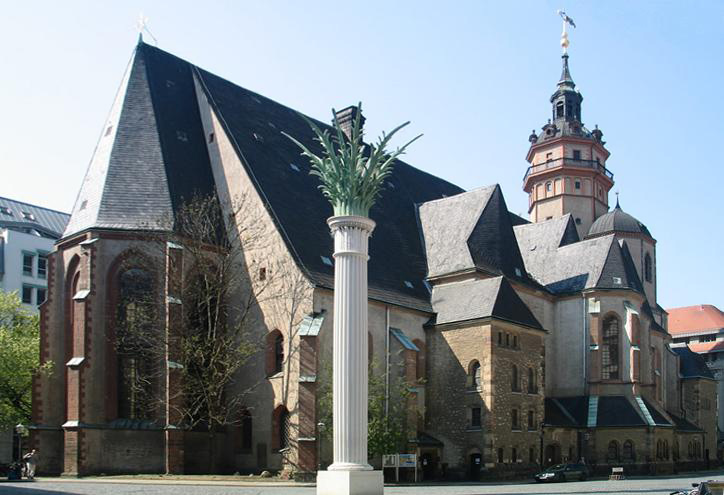
Церковь св. Николая
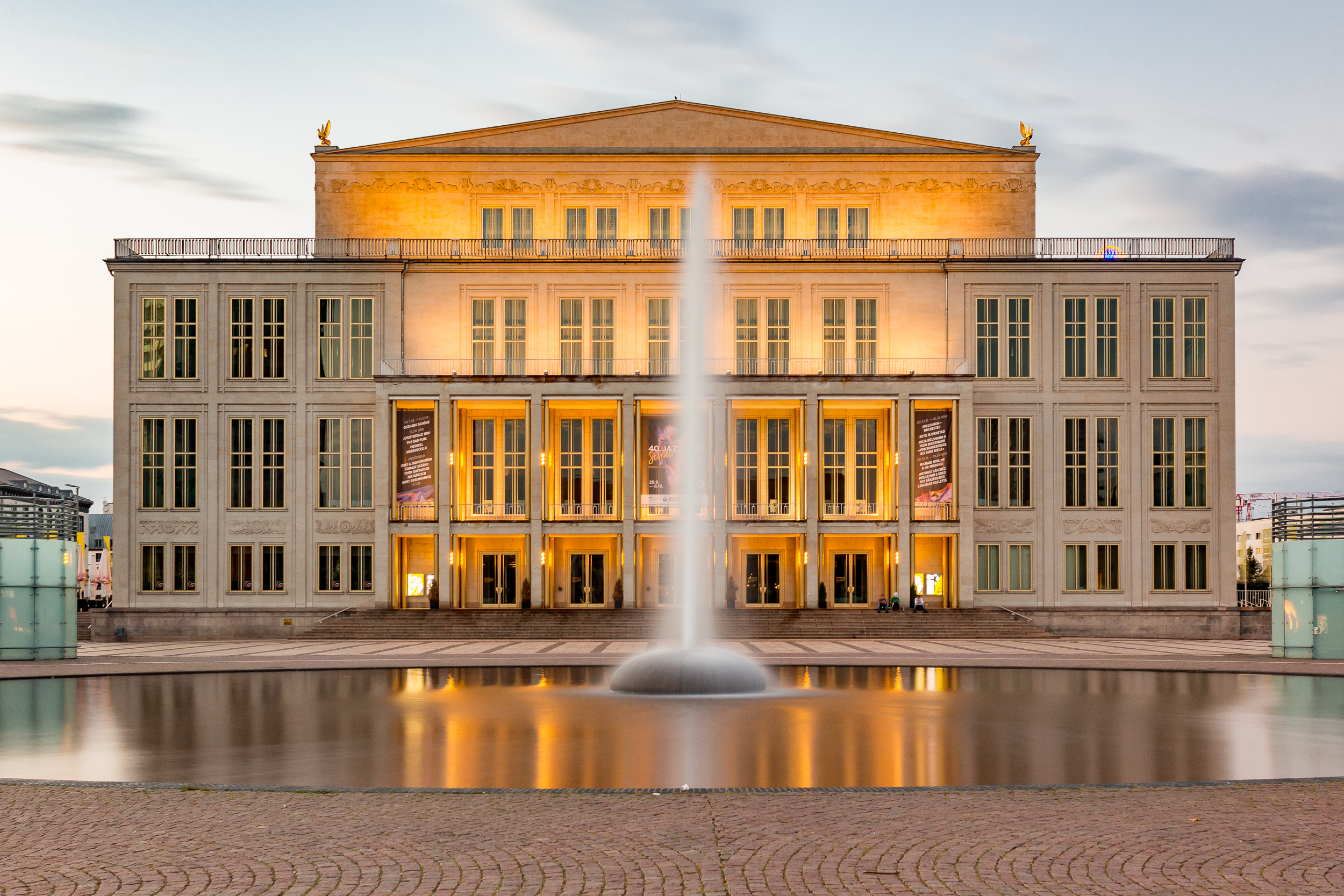
Оперный театр
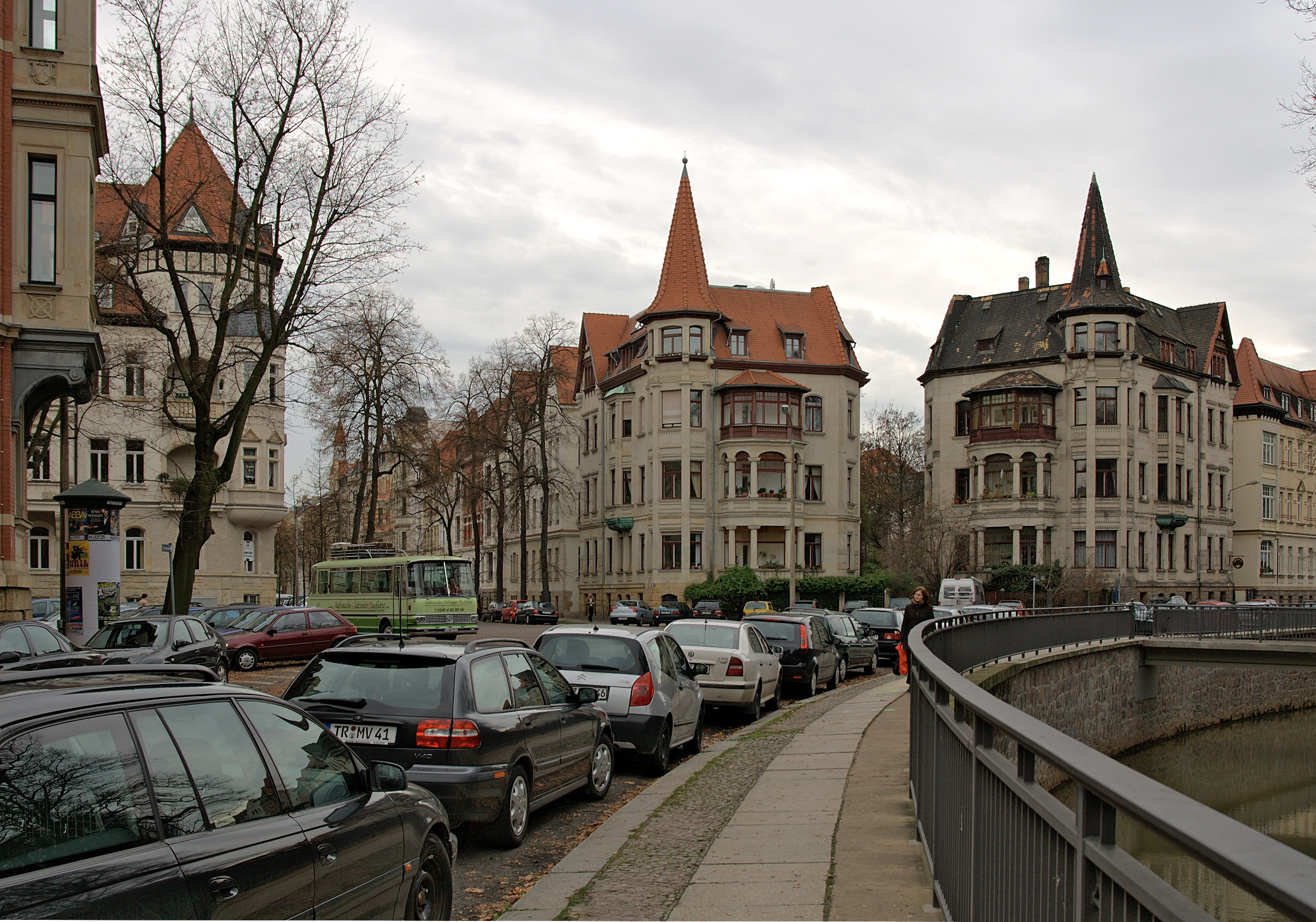
Историческая застройка в квартале Waldstrassenviertel
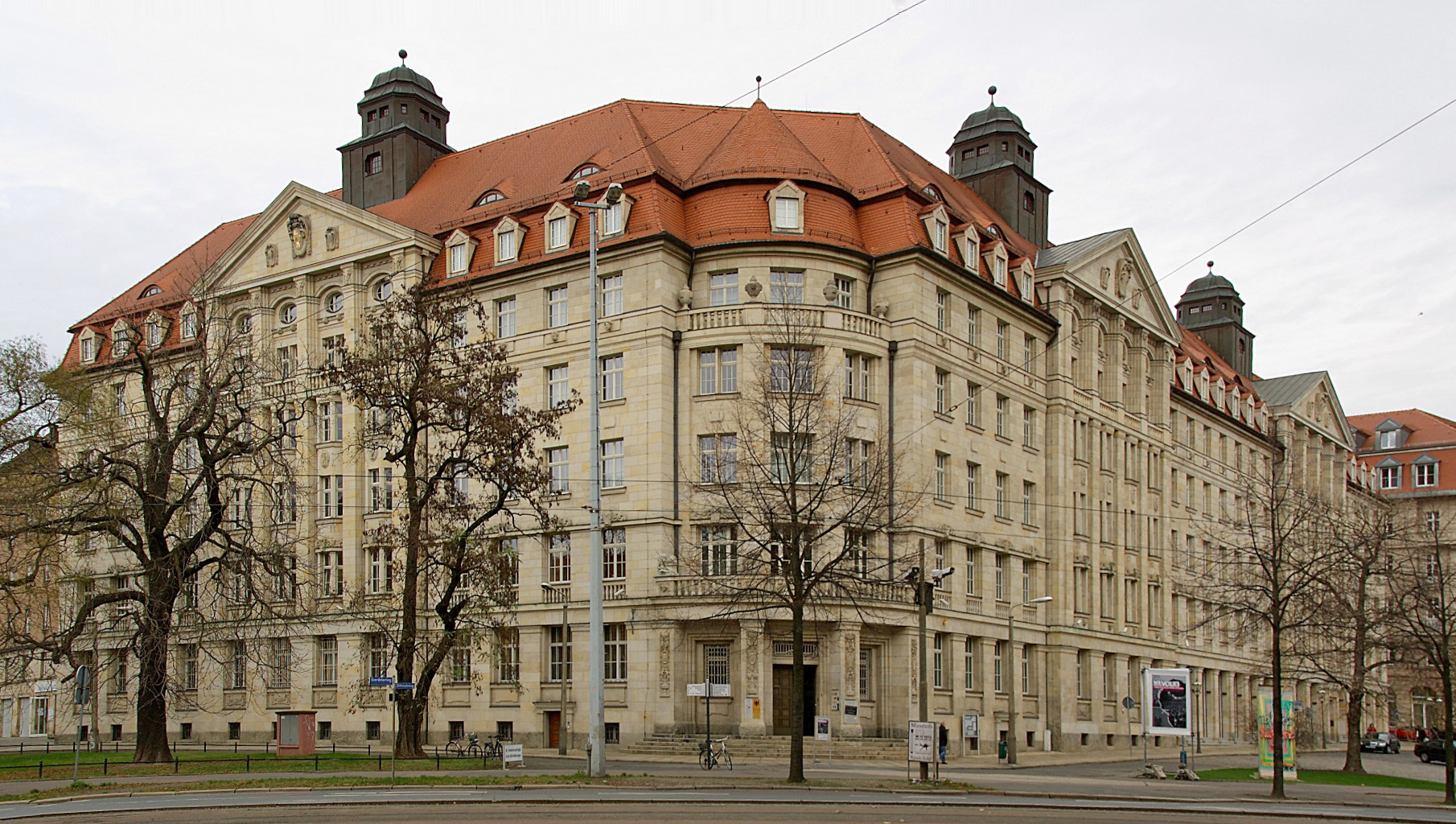
Музей Штази
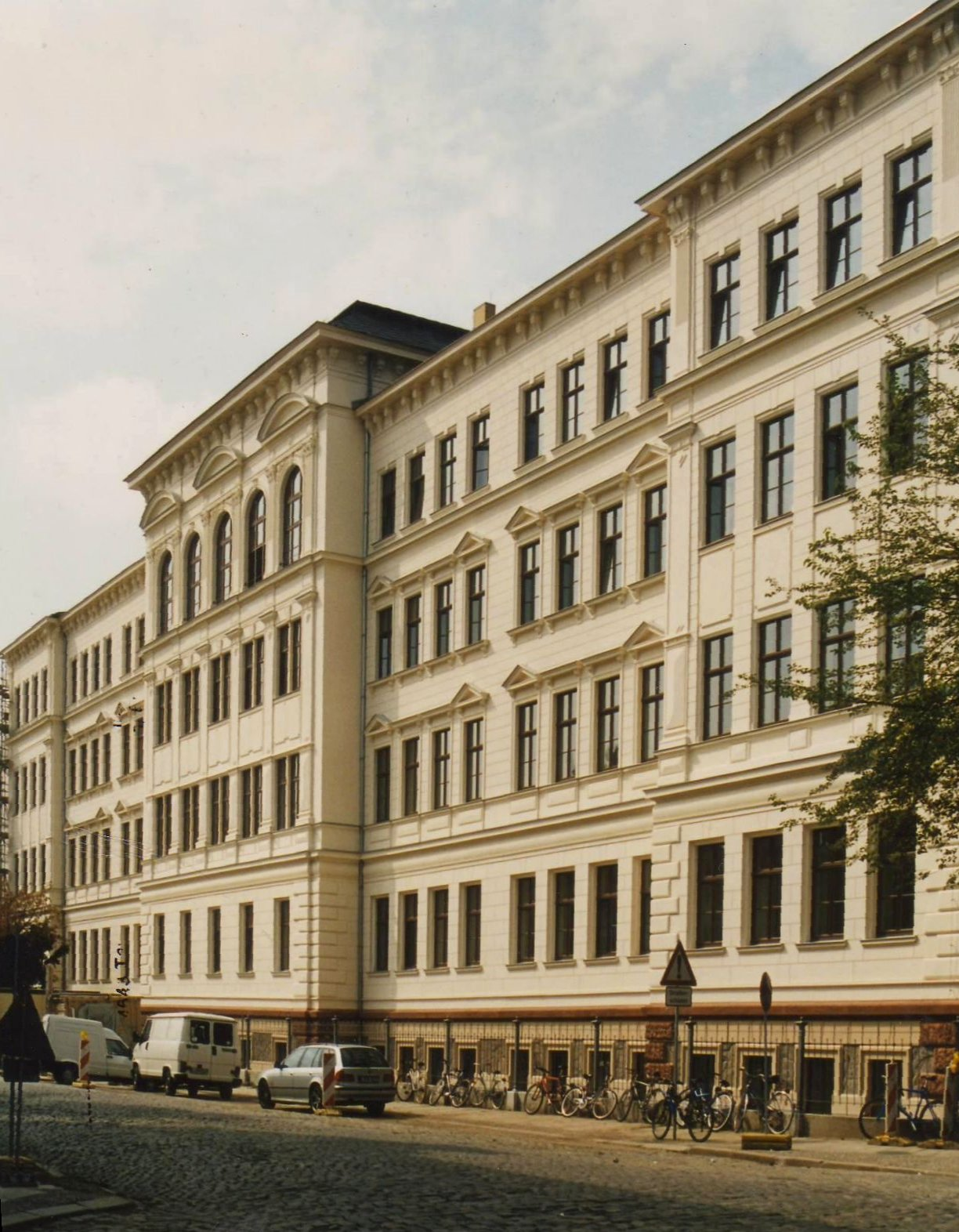
Школа Святого Фомы
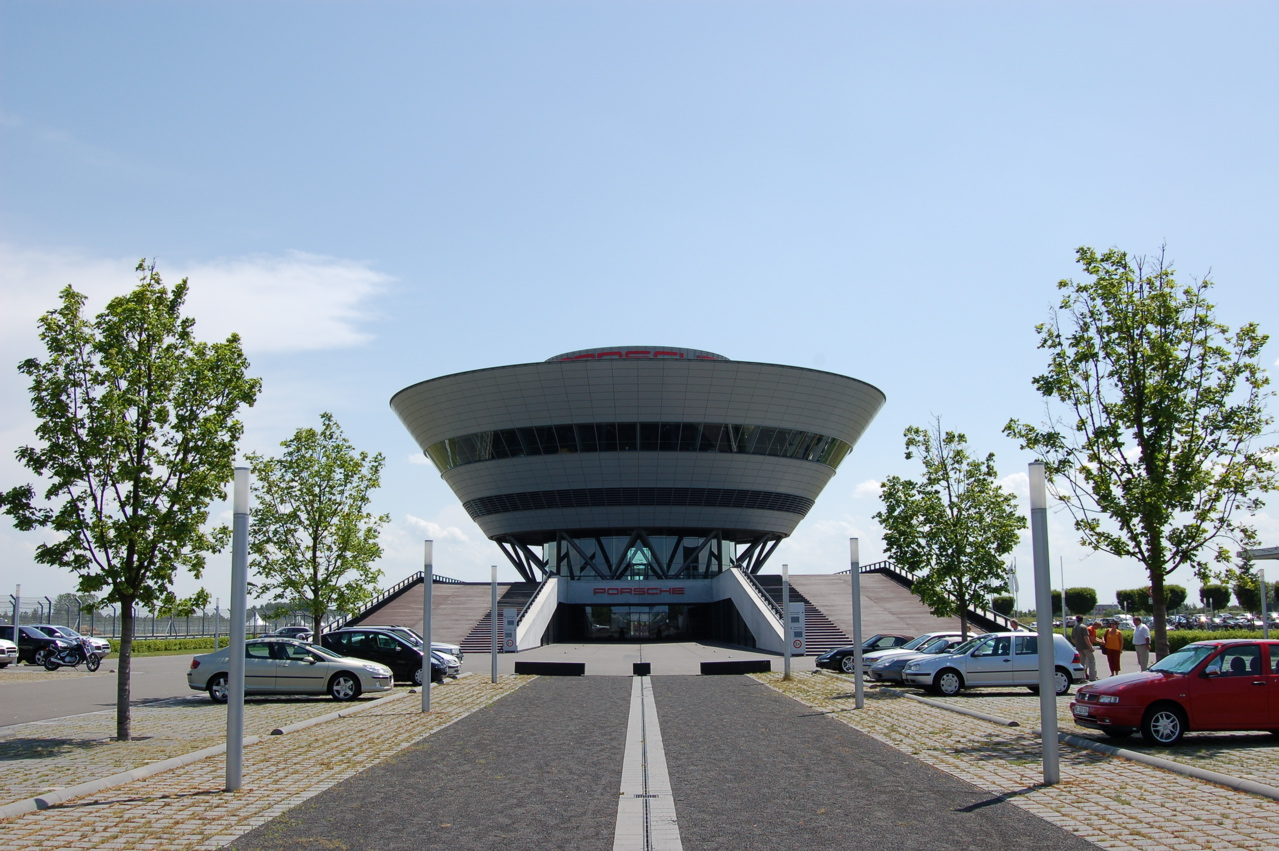
Porsche Diamond
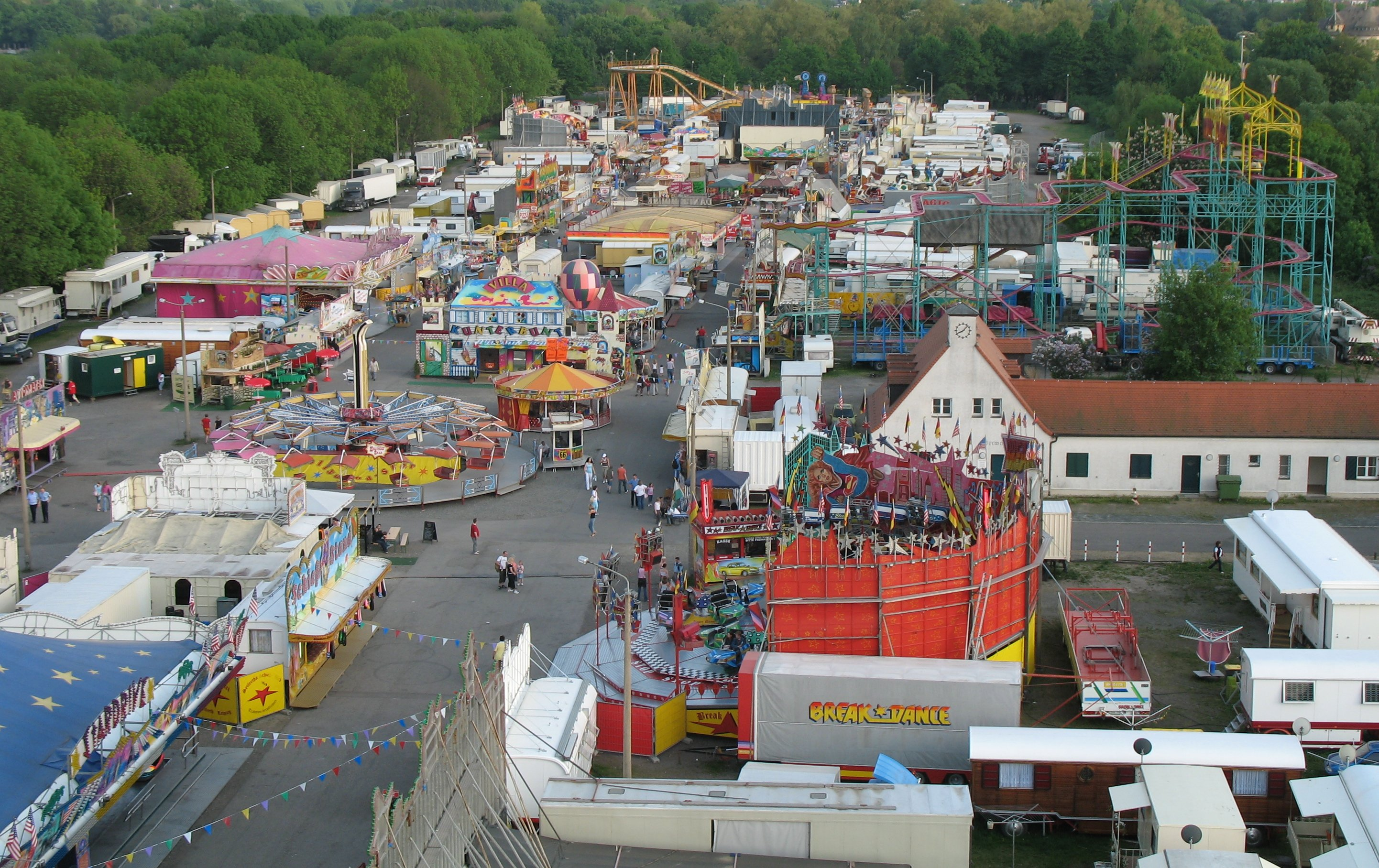
Парк аттракционов Kleinmesse

## События
- Баховский фестиваль (нем. Das Bachfest) — один из самых крупных фестивалей, на котором звучит музыка Иоганна Себастьяна Баха проходит каждое лето сразу на нескольких площадках города. Открытие и закрытие проходит в церкви Св. Фомы. Первый фестиваль прошёл в 1904 году, с 1999 года проходит на ежегодной основе.
- Лейпцигская ярмарка (нем. Leipziger Messe).
- Международный фестиваль документального и анимационного кино.
- Wave-Gotik-Treffen — крупнейший готический фестиваль в Европе, продолжительностью более 4 дней.

## Культура и образование

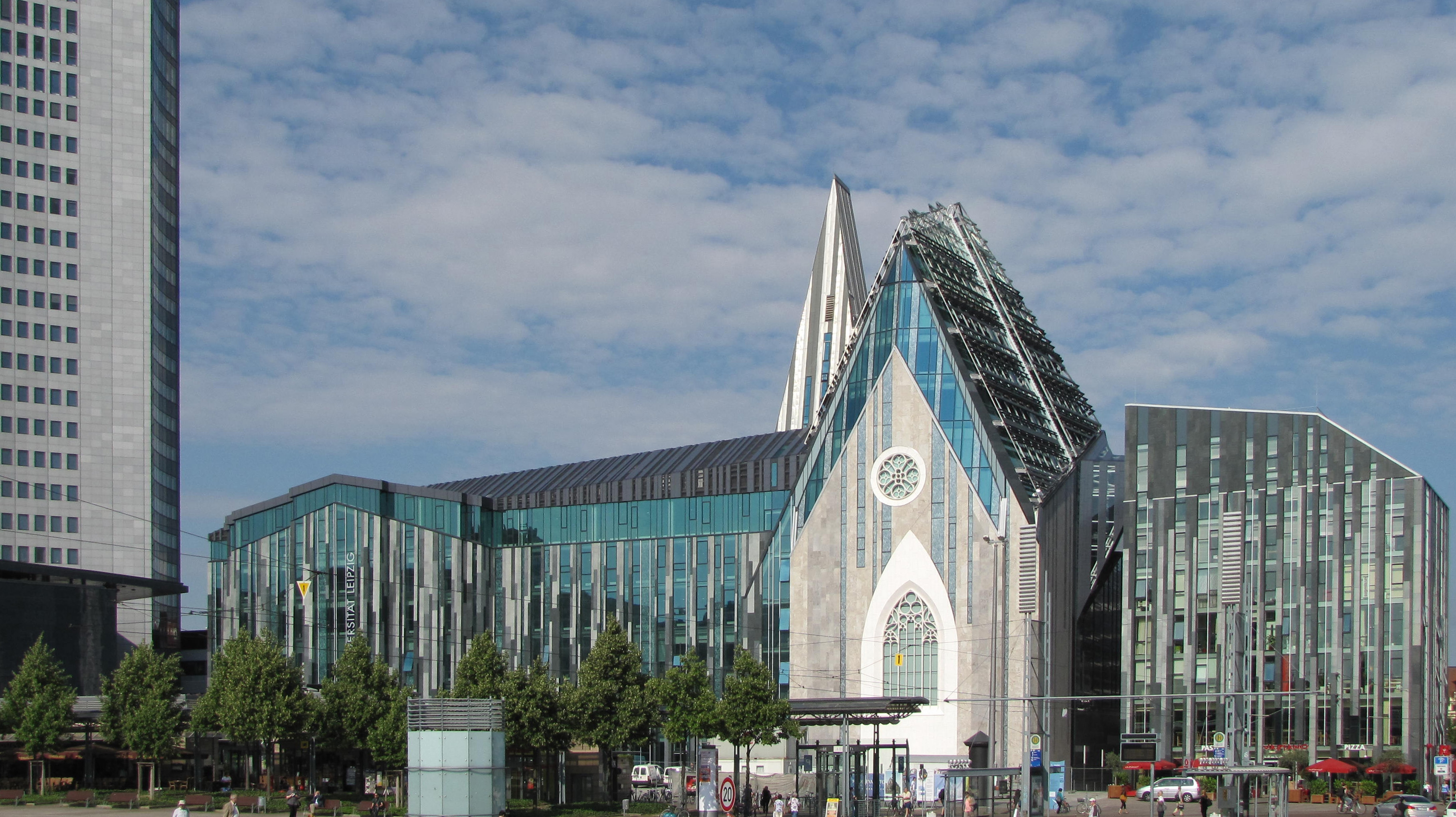
Лейпцигский университет

- Лейпцигский университет (нем. Universität Leipzig), основан 4 декабря 1409 года. Один из старейших университетов Европы. Здесь работали лауреат нобелевской премии Вернер Карл Гейзенберг (профессор физики с 1927 по 1942 год), физик Густав Людвиг Герц, химик Вильгельм Фридрих Оствальд, филолог Теодор Моммзен. Среди студентов университета были также писатели Иоганн Вольфганг Гёте и Эрих Кестнер, философы Готфрид Вильгельм фон Лейбниц и Фридрих Вильгельм Ницше, политический деятель Карл Либкнехт и композитор Рихард Вагнер. Канцлер Германии Ангела Меркель окончила университет в 1978 году по специальности физика. В зимнем семестре 2007—2008 годов в университете обучалось около 27 000 студентов.
- Университет прикладных наук (нем. Hochschule für Technik, Wirtschaft und Kultur, HTWK), расположенный на юге города, с 2007 года насчитывает около 6000 студентов. Это второе по значимости высшее учебное заведение в Лейпциге, возникшее в 1992 году в результате объединения нескольких учебных заведений. Здесь проводится обучение по различным техническим предметам, математике, библиотековедению.
- Университет Ланкастера в Лейпциге — это филиал Ланкастерского университета, основанный в 2020 году и являющийся первым государственным университетом Великобритании с кампусом в Германии.
- Высшая школа графики и книжного искусства (нем. Hochschule für Grafik und Buchkunst), основана в 1764 году. Студенты академии посещают курсы живописи, графики, дизайна и фотографии. С 2006 года Академия насчитывает около 530 студентов.
- Лейпцигская опера (нем. Oper Leipzig), основанная в 1693 году, является одной из самых старых опер Европы. Известна своими экспериментальными и неожиданными оперными и балетными постановками. Театр регулярно принимает на своей сцене гастроли лучших театров мира.
- Высшая школа музыки и театра (нем. Hochschule Leipzig für Musik und Theater), основана в 1843 году в качестве консерватории. Первое высшее музыкальное учебное заведение Германии. Одним из её основателей был известный композитор Феликс Мендельсон. В 2006 году в ней обучалось около 900 студентов.
- Высшая школа менеджмента Лейпцига (нем. Handelshochschule Leipzig, HHL), основана в 1889 году, имеет аккредитацию AACSB International, ACQUIN, признаётся одной из лучших бизнес-школ Германии.
- Музей Грасси — крупнейший музейный комплекс города.
- Музей изобразительных искусств
- Музей истории города
- Музей естествознания
- Музей Иоганна Себастьяна Баха
- Музей Феликса Мендельсона Бартольди
- Музей Роберта и Клары Шуман
- Панометр

## Спорт

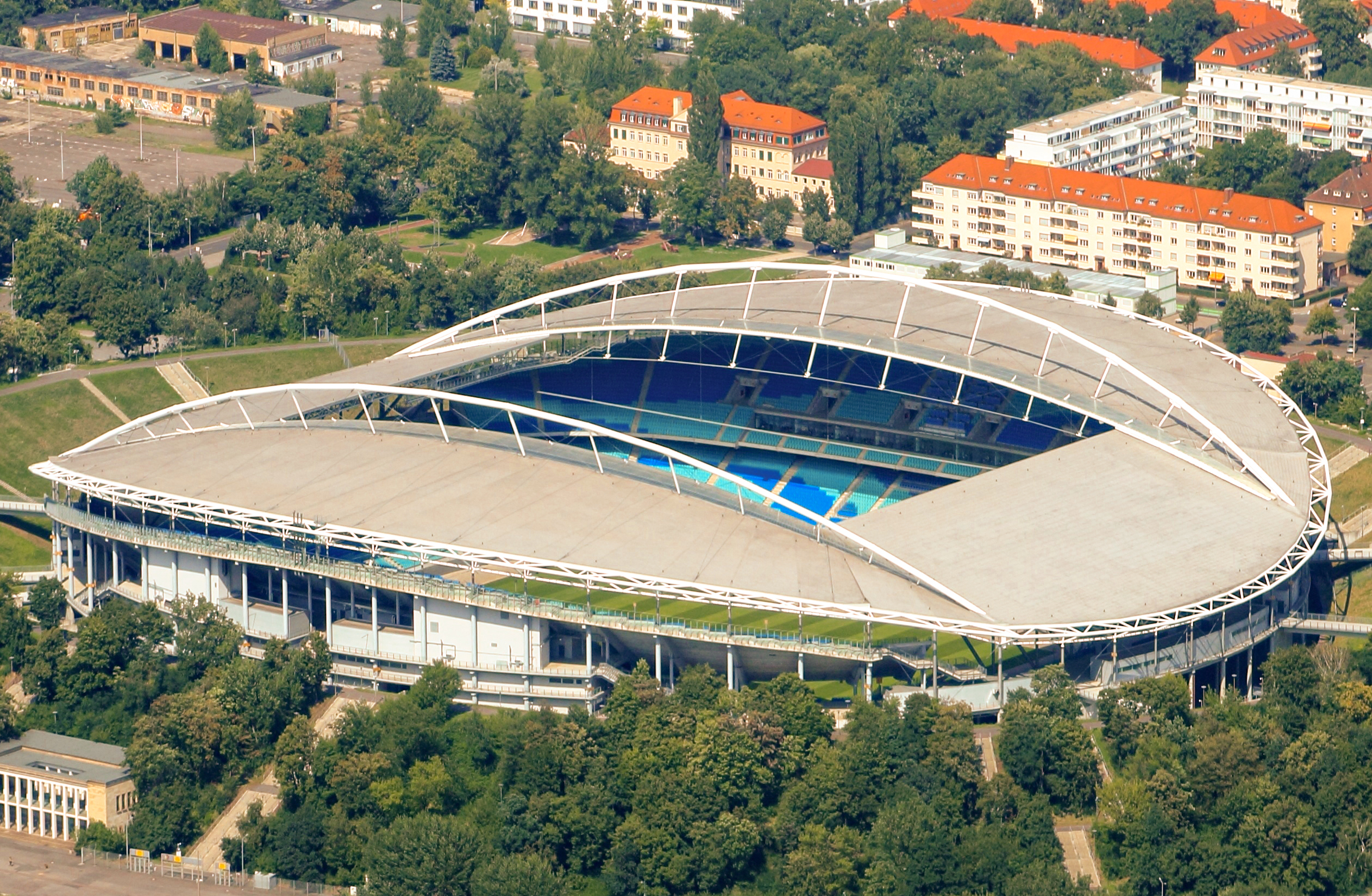
«Ред Булл Арена» — домашний стадион «РБ Лейпциг»

- В 1900 году в Лейпциге был основан Немецкий футбольный союз.
- Футбольный клуб «Лейпциг», основанный в 1893 году, в 1903 году стал первым чемпионом Германии по футболу.
- Город стал местом для проведения чемпионата мира по футболу 2006 года. На Центральном стадионе («Ред Булл Арена») были проведены 5 матчей чемпионата.
- Местный футбольный клуб «РБ Лейпциг», основанный в 2009 году, с 2014 года выступал во Второй Бундеслиге. В 2016 году пробился в высшую лигу немецкого футбола и сразу в сезоне 2016/17 занял второе место, получив право выступать в Лиге чемпионов УЕФА.
- Другой местный клуб «Локомотив» успешно выступал во времена ГДР: 4 раза выигрывал кубок ГДР, а в 1987 году играл в финале Кубка обладателей кубков УЕФА (поражение от «Аякса»).
- В Лейпциге выступает одна из сильнейших женских гандбольных команд[англ.] Германии, 15 раз побеждавшая в чемпионате ГДР и 6 раз в чемпионате Германии, а также дважды выигрывавшая Кубок европейских чемпионов (1966 и 1974)
- Мужской гандбольный клуб из Лейпцига[англ.] также побеждал в Кубке европейских чемпионов (в 1966 году, как и женский), а также 6 раз становился чемпионом ГДР
- В городе проходил чемпионат мира по фехтованию 2005.
- В 1965 году здесь проходил XIII Чемпионат мира и I Чемпионат мира среди юниоров по современному пятиборью.

## СМИ
- По причине наличия в Лейпциге Книжной ярмарки и до недавнего времени большого количества книжных издательств город иногда называют «Книжный город Лейпциг» (нем. Buchstadt Leipzig).
- Газета «Leipziger Volkszeitung» (LVZ) — единственная ежедневная газета города. Основана в 1894 году. Стала первой ежедневной газетой в мире.

## Города-побратимы

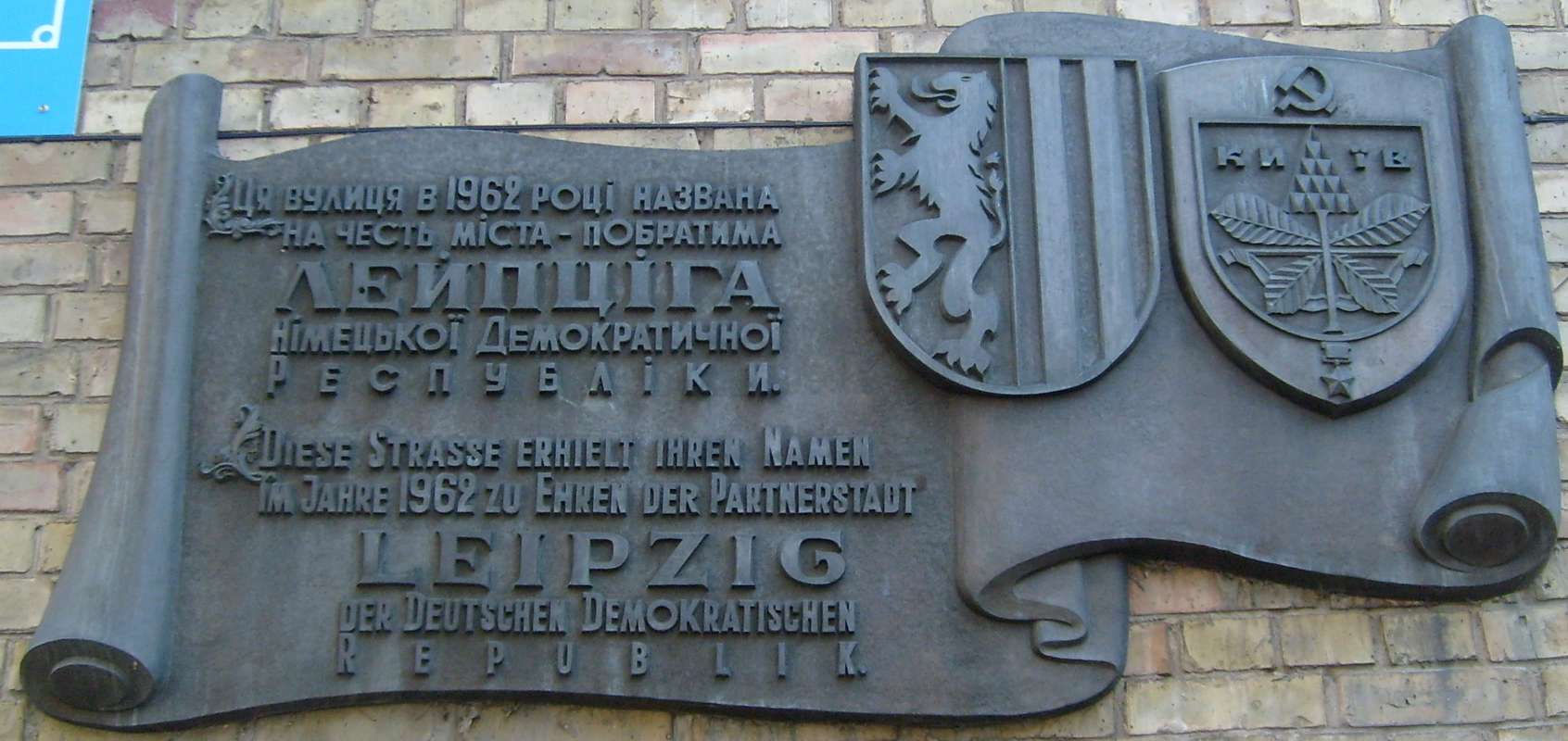

- Аддис-Абеба, Эфиопия, с 2004 г.
- Бирмингем, Англия, Великобритания с 1992 г.
- Болонья, Италия, с 1962 г.
- Брно, Чехия, с 1973 г.
- Франкфурт-на-Майне, Германия, с 1990 г.
- Ганновер, Германия, с 1987 г.
- Хьюстон, США, с 1993 г.
- Герцлия, Израиль, с 2010 г.
- Киев, Украина, с 1961 г.
- Краков, Польша, с 1973 г.
- Лион, Франция, с 1981 г.
- Нанкин, Китай, с 1988 г.
- Салоники, Греция, с 1984 г.
- Травник, Босния и Герцеговина, с 2003 г.
- Пловдив, Болгария, с 1975 г.
- Уфа, Россия.